# Baban Daware
Baban Dharamji Daware (ur. w 1931) – indyjski zapaśnik walczący w stylu wolnym. Olimpijczyk z Melbourne 1956, gdzie zajął siódme miejsce w kategorii do 52 kg.

## Letnie Igrzyska Olimpijskie 1956
| Konkurencja      | Rundy eliminacyjne   | Rundy eliminacyjne    | Rundy eliminacyjne             | Klas. końcowa |
| Konkurencja      | Przeciwnik I         | Przeciwnik II         | Przeciwnik III                 | Miejsce       |
| ---------------- | -------------------- | --------------------- | ------------------------------ | ------------- |
| 52 kg styl wolny | Tadashi Asai (JPN) P | Lee Jeong-gyu (KOR) Z | Mirian Całkałamanidze (ZSRR) P | 7.            |